# 金花镇
金花镇，是中华人民共和国四川省德阳市绵竹市曾经下辖的一个镇。2019年12月，撤销金花镇，将其所属行政区域划归广济镇管辖。

## 行政区划
金花镇撤销前下辖以下地区：
金山村、三江村、玄郎村、凤凰村、吉祥村、云盖村和文河村。